# Lux Prize
Nagroda Lux Parlamentu Europejskiego – nagroda filmowa ustanowiona w 2007 roku, ma na celu wyróżnienie filmów, które promują kultury europejskie, ukazują ich inność, przy jednoczesnym ukazaniu uniwersalizmu pewnych wartości ważnych dla wszystkich Europejczyków. Filmy wybrane do konkursu LUX wybierane są przez pryzmat spraw, które dotyczą Europejczyków – ich życia, postaw, przekonań i dążeń oraz poszukiwań własnej tożsamości. 

## Kryteria wyboru
W 2010, aby kwalifikować się do konkursu, film musiał spełniać następujące kryteria:
- Film fabularny, animowany lub  dokumentalny
- Minimalna długość: 60 minut

- Produkcja lub współprodukcja w kraju objętym programem MEDIA (Unia Europejska oraz Islandia, Liechtenstein, Norwegia i Szwajcaria)
- Ukazywanie uniwersalnych wartości europejskich i/lub różnorodności europejskiej kultury i/lub wniesienie wkładu w dyskusję nad budową Europy

## Jury
Tylko posłowie Parlamentu Europejskiego mogą głosować. Mogą oni oglądać filmy podczas emisji w Parlamencie. Głosowanie odbywa się przez Internet.

## Nagroda Lux
Zwycięzca nie dostaje nagrody pieniężnej. W zamian Parlament Europejski pokrywa koszty przetłumaczenia napisów do filmu na wszystkie 23 języki oficjalne UE i dostosowanie ich dla osób niedowidzących i niedosłyszących.

## Zwycięzcy
| Rok  | Film                                 | Reżyser                    | Pochodzenie        |
| ---- | ------------------------------------ | -------------------------- | ------------------ |
| 2007 | Na krawędzi nieba                    | Fatih Akın                 | Niemcy             |
| 2008 | Milczenie Lorny                      | Jean-Pierre i Luc Dardenne | Belgia             |
| 2009 | Witamy                               | Philippe Lioret            | Francja            |
| 2010 | Obca                                 | Feo Aladag                 | Austria            |
| 2011 | Śniegi Kilimandżaro                  | Robert Guédiguian          | Francja            |
| 2012 | Nazywam się Li                       | Andrea Segre               | Włochy             |
| 2013 | W kręgu miłości                      | Felix Van Groeningen       | Belgia             |
| 2014 | Ida                                  | Paweł Pawlikowski          | Polska             |
| 2015 | Mustang                              | Deniz Gamze Ergüven        | Turcja             |
| 2016 | Toni Erdmann                         | Maren Ade                  | Niemcy             |
| 2017 | Krew Saamów                          | Amanda Kernell             | Szwecja            |
| 2018 | Kobieta idzie na wojnę               | Benedikt Erlingsson        | Islandia           |
| 2019 | Bóg istnieje, a jej imię to Petrunia | Teona Strugar Mitewska     | Macedonia Północna |